# Alain Jouffroy
Pour les articles homonymes, voir Jouffroy.
Alain Jouffroy est un poète, écrivain et critique d'art français né le 11 septembre 1928 à Paris 14e et mort le 20 décembre 2015 à Paris 10e.

## Biographie
Fils de René Charles Jouffroy et d'Inès Martin des Pallières, Alain Jouffroy naît à Paris en 1928,, près du parc Montsouris. Très jeune, son rapport au langage est marqué par l'affaire Stavisky et la guerre civile espagnole de 1936 à laquelle il assiste par hasard. Du haut de ses huit ans, il décide de l'écrire sur des carnets pour pouvoir, après son rapatriement, le raconter à son entourage[réf. nécessaire].

### Surréalisme
Durant la Seconde Guerre mondiale, réfugié avec sa mère dans un village du Jura, il lit beaucoup et commence à peindre. Mais sa carrière littéraire sera surtout profondément influencée par la lecture des œuvres d'André Breton, qu'il rencontre par hasard en 1946 au Grand Hôtel d'Angleterre de Huelgoat. Devenu, à l'instigation de celui-ci, membre du mouvement surréaliste, il y rencontre le peintre Victor Brauner et les poètes Stanislas Rodanski, Sarane Alexandrian, Jean-Dominique Rey et Claude Tarnaud. En 1948, avec ce dernier il est exclu du mouvement pour « travail fractionnel ». De cette expérience douloureuse, dont Henri Michaux et Francis Picabia, qu'il rencontre alors, lui font mesurer le caractère précieux pour sa propre indépendance, il entreprend une démarche toujours tendue entre la tentation de l'action collective et celle de l'autonomie poétique, tension qu'il conceptualise sous les appellations de « Société secrète de l'écriture » et d'« individualisme révolutionnaire ».
Les années 1950 voient ses travaux d'écrivain et de critique d'art connaître une première reconnaissance. Il collabore alors régulièrement aux magazines Arts et L'Œil. C'est également à cette époque qu'il épouse l'artiste vénitienne Manina Tischler (it) (1918-2010), dont l'assassinat de la fille, Nina Thoeren, en 1959, lui inspirera, ainsi que le suicide, la même année, du poète et sculpteur Jean-Pierre Duprey, une féconde méditation sur la tragédie existentielle dans la poésie, et une volonté jamais démentie de promouvoir la vitalité du langage.
Dans les années 1960 il affirme son influence dans l'art d'avant-garde. Marqué par sa rencontre avec Marcel Duchamp et les débuts de sa longue amitié avec Daniel Pommereulle et Roberto Matta, il organise, en 1960 et 1961, en compagnie de Jean-Jacques Lebel, les « Anti-Procès », expositions itinérantes en réaction à la guerre d’Algérie et à la pratique de la torture. Il publie l'essai Une révolution du regard en 1964. Il est aussi un des premiers introducteurs en France des artistes du pop art, et des poètes de la Beat Generation, dont il fournit, en 1965, une anthologie. Réconcilié avec André Breton, il contribue également à rendre accessible la poésie surréaliste dans la collection de poche « Poésie » qu'il fonde en 1966  avec Antoine Gallimard au sein des Éditions Gallimard.
En 1965, il épouse Laetitia Ney d'Elchingen, arrière-petite-fille de Michel-Aloys Ney et de Paule Heine (fille adoptive de Cécile Furtado-Heine), et dont il divorce en 1971.

### L'Union des écrivains
Les événements de Mai 1968, au cours desquels il déploie une grande activité au sein de l'Union des écrivains qu'il fonde avec Jean-Pierre Faye, sont une première rupture dans sa Trajectoire (titre d'un poème qu'il publie, en février de la même année 1968, en hommage à des personnalités telles que  Régis Debray), en lui fermant durablement les portes de l'intelligentsia parisienne et en le rendant à son indépendance. Alors proche de Louis Aragon qui lui confie avec une grande liberté des pages des Lettres Françaises, il renouvelle l'opération de mise à jour créative entamée dans la décennie précédente, en défendant les peintres de la Figuration narrative, et en publiant un certain nombre de jeunes poètes qui se révéleront les plus importants de leur époque (ceux du Manifeste électrique aux paupières de jupe, notamment Michel Bulteau et Matthieu Messagier, et ceux du Manifeste froid, entre autres Jean-Christophe Bailly et Serge Sautreau), avec qui il fonde les Éditions étrangères en association avec Christian Bourgois.
Il fournit alors la part la plus significative de son œuvre, aussi bien en critique d'art (Les Pré-voyants, 1974) qu'en poésie (Dégradation générale, 1974 ; Éternité, zone tropicale, 1976). Il publie d'importants essais (De l'individualisme révolutionnaire, 1975, Le Gué, 1977). Éloigné de la revue Opus international qu'il a fondée, en 1968, avec Jean-Clarence Lambert, il dirige de 1974 à 1981 la revue XXe siècle.

### Extrême-orient

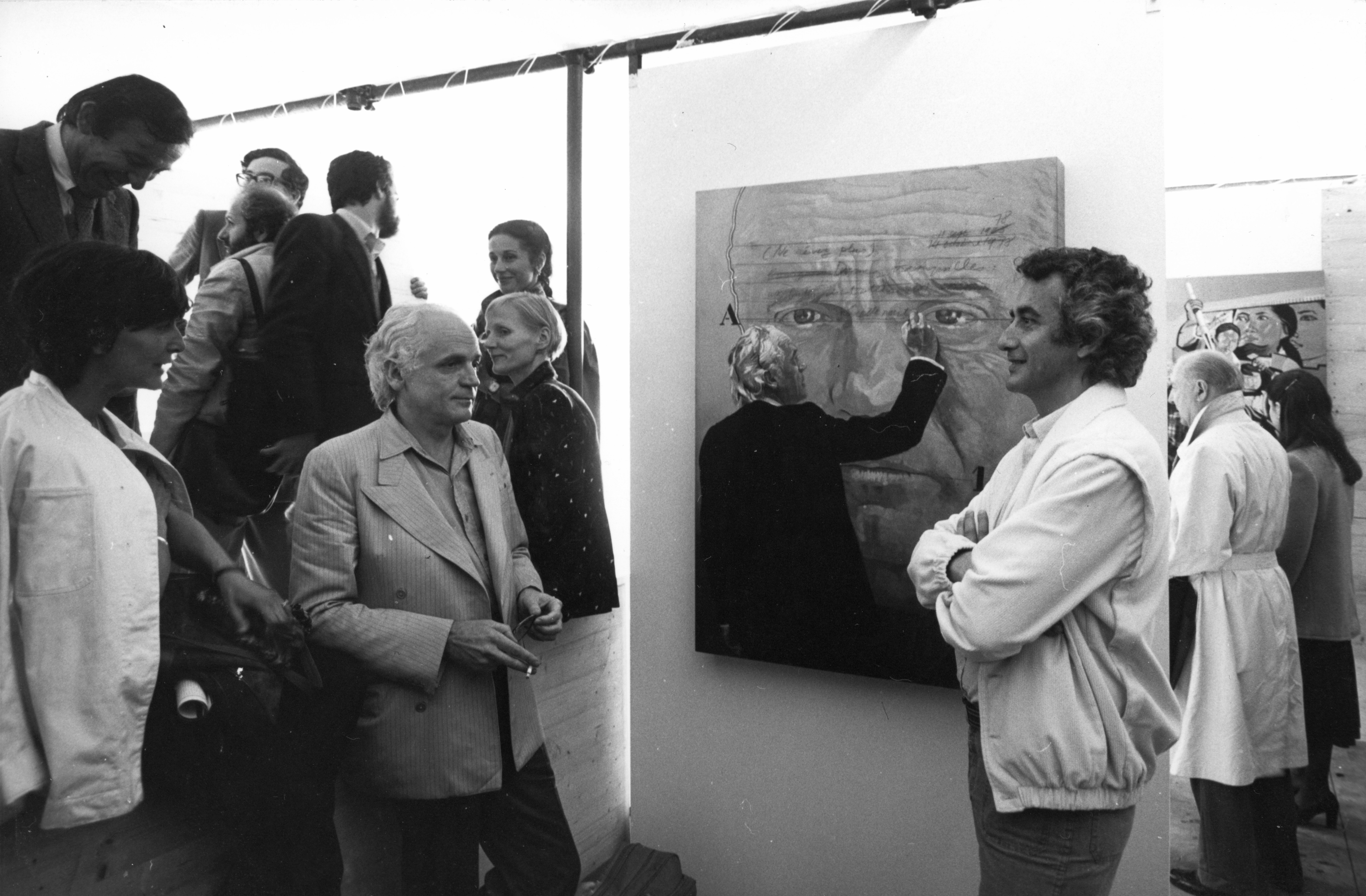
Alain Jouffroy et Herman Braun-Vega devant le portrait du premier par le second à la 39^{e} biennale de Venise, 1980.

Une seconde rupture intervient dans son œuvre et sa pensée au début des années 1980, moment de sa séparation avec sa troisième femme, l'actrice Adriana Bogdan, et d'une rencontre progressive mais passionnée avec la civilisation extrême-orientale. Nommé conseiller culturel auprès de l'ambassade de France à Tokyo, poste qu'il occupe de 1983 à 1985 et dans le cadre duquel il organise les deux premiers sommets culturels franco-japonais, il y trouve surtout l'occasion de développer une curiosité ancienne pour le bouddhisme zen. Il rencontre Fusako Hasae, qu'il épouse. Son souci d'efficacité du langage se trouve alors intensifié par celui d'un rapport non-virtuel au réel, qui nourrit sa préoccupation de l'indépendance créative des individus et s'exprime dans sa notion fondatrice d'Externet.
À son retour en France il est durablement marginalisé au sein du milieu intellectuel, en dépit de la création du Club avec Félix Guattari, société informelle regroupant entre 1987 et 1989 plusieurs dizaines d'artistes et écrivains autour de la rénovation de la notion de communauté ; et de sa rencontre avec le peintre Christian Bouillé dont l'œuvre, plus qu'aucun autre, renouvelle son regard.
À partir du début des années 1990, Alain Jouffroy entame une œuvre significative de Posages, à la frontière du collage et du montage, et entretient toujours un vif dialogue avec le monde extrême-oriental, où son œuvre est relayée par celle de ses amis Gôzô Yoshimasu et Makoto Ooka. Sa pensée, progressivement condensée en une méditation poétique héritière de Friedrich Nietzsche et de Rimbaud, a également trouvé une nouvelle résonance dans une génération de jeunes écrivains, un temps regroupés au sein du mouvement Avant Post.
Il meurt à l'âge de 87 ans le 20 décembre 2015,. Au cours de sa carrière, il a publié plus de 120 livres à Paris 10e, et est inhumé au cimetière du Père-Lachaise (division 49).

## Décoration
- Officier de l'ordre des Arts et des Lettres (1987)[7]

## Publications

### Poésie
- Attiluma, dessin de Matta, Paris, La Balance, 1954
- Les Quatre Saisons d'une âme, dessins de Manina, Paris, Éditions du Dragon, 1955
- A toi, Paris, Gallimard, 1958
- Déclaration d'Indépendance, frontispice de Jean-Jacques Lebel, Paris, City Lights Books, 1961
- Aube à l'antipode, Paris, Le Soleil Noir, 1966
- Trajectoire, Paris, Gallimard, 1968
- Liberté des libertés, Paris, Le Soleil Noir, 1971
- Dégradation générale, Paris, Seghers, 1974
- Éternité, zone tropicale, Paris, Christian Bourgois, 1976
- New York, Fall, 1977
- L'Ordre discontinu, Paris, Le Soleil Noir, 1979
- (ja), (fr) Shiko Itoh, Œuvres, poésie d'Alain Jouffroy, traduite par Makoto Ōoka, Tant qu'il y aura du vent, Mainichi shinbun, 1986[8]
- Eros déraciné, Paris, Le Castor Astral, 1989
- Moments extrêmes, Paris, La Différence, 1992
- L'Ouverture de l'Être, Paris, La Différence, 1995
- C'est aujourd'hui toujours, Paris, Gallimard, 1999
- C'est, partout, ici, Paris, Gallimard, 2001
- Vies précédé de Les Mots et moi, Paris, Gallimard, 2003
- Trans-Paradis-Express, Paris, Gallimard, 2006
- Être-avec, Paris, La Différence, 2007

#### Prix
- 2007 : Prix Goncourt de la poésie pour l'ensemble de son œuvre

### Romans
- Le Mur de la vie privée, Paris, Grasset, 1960
- Un rêve plus long que la nuit, Paris, Gallimard, 1963
- Le Temps d'un livre, Paris, Gallimard, 1966
- L'Usage de la parole, Paris, Fayard, 1971
- . L’indiscrétion faite à Charlotte , Paris , Robert Laffont , 1980
- L'Espace du malentendu, Paris, Bourgois, 1987
- Dernière recherche de l'âme, demain, Paris, Éditions du Rocher, 1997
- Conspiration, Paris, Gallimard, 2000
- Le Livre qui n'existe nulle part, Paris, La Différence, 2007

### Critique d'art
- Une révolution du regard, Paris, Gallimard, 1964
- L'Abolition de l'art (Claude Givaudan, 1968, réédition Impeccables, 2011)
- Les Pré-voyants, Paris, La Connaissance, 1974
- Agressions, Mutilations et Faux, album d'estampes[9] de Herman Braun-Vega dont il signe le texte de présentation, 1977
- Miró sculptures, Paris, Maeght éditeur, 1980, 250 p.
- Le monde est un tableau, Jacqueline Chambon, 1998
- Objecteurs/Artmakers, Joca Seria, 2000
- XXe siècle, essais sur l'art moderne et d'avant-garde, Fage, 2008
- Monographies sur Henri Michaux, Victor Brauner, Martial Raysse, Antonio Recalcati, Marcel Duchamp, Joan Miró, Topino-Lebrun, Gianfranco Baruchello, Piero di Cosimo, Jacques-Louis David, Gérard Schlosser, Jean-Pierre Le Boul'ch, Gérard Fromanger, Emilio Scanavino, Wifredo Lam, Vladimir Veličković, Peter Klasen, Milos Sobaïc, Enrico Baj, Francis Picabia, Yves Klein…
- Plusieurs articles pour l’Encyclopædia Universalis, Marcel Duchamp, Roberto Matta, Man Ray, etc.

### Essais sur la littérature
- La Fin des alternances, Paris, Gallimard, 1970
- L'Incurable Retard des mots, Paris, Pauvert, 1972
- La séance est ouverte, Paris, Éditions étrangères, 1974
- La Vie réinventée, l'explosion des années 1920 à Paris, Paris, Robert Laffont, 1982
- Arthur Rimbaud et la liberté libre, Paris, Le Rocher, 1991
- Avec Henri Michaux, Paris, Le Rocher, 1992
- Stanislas Rodanski, une folie volontaire, Paris, éditions Jean-Michel Place, 2002

### Autres essais
- De l'individualisme révolutionnaire, Paris, 10/18, 1975
- Le Gué, Paris, Bourgois, 1977
- Louis Aragon, Hamid Foulawind et Alain Jouffroy (photogr. William Karel), Louis Aragon, Carnet de route, Éditions du Rocher, 1993, 101 p. (ISBN 2268015394)
- Manifeste de la poésie vécue, Paris, Gallimard, 1994

### Livres d'artiste
- TPL, François Dufrêne, Alain Jouffroy, Wolf Vostell, Verlag Der Kalender, Wuppertal, 1961[10]
- De point en point, Jean-Noël László, Alain Jouffroy, Editions Jean-Noël László, 2004[11]

### Entretiens
- « L'abolition de l'art selon Alain Jouffroy », in Area revue, n° 1, p. 21 sq., entretien avec Christian Bouillé, 2002
- Une petite cuillère dans le bol. Du Surréalisme à l'Externet en passant par l'individualisme révolutionnaire, entretiens avec Gianfranco Baruchello, Renaud Ego, Malek Abbou, Paroles d'Aubes, 1998
- À l'ombre des flammes (dialogues sur la révolte avec Patrice Trigano), Paris, éditions La Différence, 2008

### Correspondance
- Roberto Matta – Alain Jouffroy, correspondance 1952-1960 (bilingue français & anglais), présenté par Bernard Blistène, Marine Nédélec, Ramuntcho Matta, ouvrage réalisé sous la direction de Christian Demare, correspondance classée, retranscrite et annotée par Marine Nédélec, éditions Arteos, coll. « Correspondances », 2018, 256 p., 100 illustrations

## Filmographie
- Détruisez-vous, scénario et dialogues du film de Serge Bard, production Zanzibar, 1968
- L'Abolition de l'art, scénario, tournage et montage, produit par la galerie Claude Givaudan, 1968[12]
- Ciné-Tracts, en collaboration avec Jean-Luc Godard, 1968
- Actua I, en collaboration avec Philippe Garrel, 1968

Alain Jouffroy a également joué dans La Collectionneuse d'Éric Rohmer (1967) et participé en tant que scénariste ou coréalisateur à de nombreux films documentaires consacrés à l'art moderne, dont L'Art et la Machine d'Adrien Maben ou encore Hans Bellmer

### Archives
- Les archives d'Alain Jouffroy sont conservées aux Archives nationales de la critique d'art de Châteaugiron, près de Rennes, pour les textes sur l'art moderne et contemporain, et à l'IMEC de Caen pour les œuvres poétiques et romanesques, les projets inédits, une partie de la correspondance. Il existe également un nombre important d'entretiens radiophoniques et d'émissions de radio réalisées par Alain Jouffroy sur l'art et la littérature dans les archives de l'INA.

### Iconographie
- Portrait d'Alain Jouffroy par Herman Braun-Vega (1978)

#### Sur Alain Jouffroy
- Philippe Sergeant, Alain Jouffroy, l'instant et les mots, La Différence, 1986
- Alain Jouffroy, poésie vécue, catalogue établi par Malek Abbou, Lyon, musée de l'Imprimerie, 1999
- Samuel Dudouit, Alain Jouffroy passe sans porte, Les éditions du Littéraire, 2015

#### Autres
- Sarane Alexandrian, L'Aventure en soi, Mercure de France, 1990
- Jean-Christophe Bailly, Tuiles détachées, Mercure de France, 2004
- « André Breton et le surréalisme international », Opus international, 123-124, avril-mai 1991